# Спессартит
Спессарти́т — лампрофировая жильная горная порода. Тёмного цвета, состоит преимущественно из темноцветных минералов (авгит, андезин, диопсид, роговая обманка).
Структура мелкозернистая и однородная, но иногда в спессартитах встречаются отдельные крупные кристаллы (порфировые вкрапленники). 
Образуется в верхних зонах земной коры на незначительных глубинах, в ходе последних этапов кристаллизации интрузивных гранитных массивов, из относительно низкотемпературной и богатой водой магмы. 
Не путать с минералом спессартин.
Используется для облицовки зданий, мостовых и  интерьеров.